# اوریماتیلا
اوریماتیلا (به لاتین: Orimattila) یک شهرک در فنلاند است که در پی‌ینه تاواستیا واقع شده‌است. این شهرک در سال ۲۰۱۷ میلادی ۱۶٬۲۷۶ نفر جمعیت داشته‌است.